# King Tubby
King Tubby, né Osbourne Ruddock le 28 janvier 1941, est un ingénieur du son et producteur jamaïcain, originaire de Kingston. Il est assassiné dans son studio, à Kingston, le 6 février 1989, par un tueur anonyme dont l'unique motivation semble se limiter au vol de son argent, de son revolver et de sa chaîne en or.
King Tubby est souvent identifié comme étant à l'origine du dub. Il est à la source de la plupart des techniques de production du dub que sont les effets caractéristiques du style, et qui mèneront plus tard au développement du remix.

## Biographie

### Origines et débuts
Osbourne Ruddock grandit dans les environs du port de Kingston avec 3 frères et 4 sœurs. En 1955, il déménage dans les nouveaux quartiers à l'ouest de la ville,.
Il passe sa jeunesse à travailler comme réparateur de radio ; passionné de technologie électronique, il consacre également ses loisirs au démontage et au remontage de tout type d'appareil. Il étudie à la faculté des arts, sciences, et technologies de Kingston. Il se lance dans la réparation d'appareils électroniques et ouvre une boutique dans la maison de sa mère. Il commence à réparer des amplis, et en construit un lui-même en 1958.

### Développement du dub
Après la découverte des prestations sound-system du DJ Ruddy Redwood avec des instrumentales de reggae, King Tubby se lance pleinement dans une démarche artistique. Fin connaisseur de l'électronique musicale, il fut l'un des premiers à développer le son dub sur des riddims, qui lui sont alors confiés par son ami, le producteur Bunny Lee, qui l'aide à acquérir une table de mixage MCI pour créer son propre studio. C'est par accident qu'il se lance dans le remix dub : Alors qu'il travaille sur un morceau de Duke Reid, il omet certaines pistes vocales et commence alors à jouer avec des effets musicaux. Dans les années 1950, il lance aussi une radio pirate (TRS - Tubby’s Radio Station) avec son jeune voisin Lloyd James (King Jammy) et utilise cette radio pour diffuser son nouveau style sonore.
Son nom d'artiste, King Tubby, est inspiré du surnom de sa mère, Tubman.
King Tubby est ainsi à l'origine d'une série d'effets appliqués aux sons, tels que la réverbération, la saturation, l'écho, le phaser, et de l'amplification de certains instruments par rapport aux autres (notamment du couple rythmique basse/batterie).

### Ingénieur et producteur
En 1971, Tubby crée son propre studio Home Town Hi-Fi (au 18 Dromilly avenue, à Kingston, dans le Waterhouse), où il continue à déconstruire le reggae, donnant une véritable vie au dub. La taille de l'endroit ne permettant pas d'accueillir un groupe au complet, King Tubby est cependant réputé pour ses nombreuses collaborations avec des chanteurs ou des instrumentistes.
L'année suivante, il fait l'acquisition d'une console MCI achetée au studio Dynamic Sounds sur les conseils de Bunny Lee. Cette table de mixage est équipée de 12 entrées et 4 bus (sous-groupes) qui lui permettent de traiter séparément les différents éléments qui composent les morceaux. La console est aussi équipée du fameux Big Knob, un filtre passe-haut dont l'effet appliqué à l'un des sous-groupes est un des marqueurs esthétiques forts du dub. La console MCI de King Tubby est conservée au musée de Seattle.
Rapidement devenu un producteur prolifique, King Tubby inspire plusieurs artistes, qui se lancent également dans le dub. Il conçoit ainsi entièrement les circuits du Black Ark, le studio de Lee Scratch Perry, puis forme à la discipline Prince Jammy et The Scientist.
Entre 1975 et 1980, Tubby est un acharné de travail, développant beaucoup de projets, multipliant les collaborations et éditant un nombre imposant d'albums. Le summum de son œuvre est sans doute King Tubby Meets The Rockers Uptown, créé en 1976 avec Augustus Pablo. Il faut aussi citer des albums comme Blackboard Jungle Dub de Lee 'Scratch' Perry, auquel il contribua beaucoup, ou le In Dub Conference, réalisé avec Harry Mudie.
Enfin, il assure simultanément la technique pour de nombreux artistes, tels que Prince Jazzbo, Johnny Clarke, Cornell Campbell ou Dr. Alimantado.
En 1985, il modernise son studio avec du matériel informatique de montage.
King Tubby a permis à la production musicale de décentrer la créativité vers le technicien, souvent à la fois ingénieur du son et disc jockey. Alors qu'il est à la genèse même de la notion du remixage audio, Tubby meurt juste avant la grande explosion électronique qui engendra de nouvelles formes de « bass-music » : ambient, techno, hip-hop, trance, ...

## Collaborations artistiques(liste non exhaustive)
(février 2013).
- Al Campbell
- Augustus Pablo
- Big Youth
- Bunny Lee
- Burning Spear
- Channel One
- Cornell Campbell
- Dennis Brown
- Derrick Harriott
- Don Carlos
- Earl 16
- Earl Chinna Smith
- Flabba Holt (en)
- Glen Brown
- Horace Andy
- Inner Circle
- Jacob Miller
- Johnny Clarke
- King Jammy
- Larry Marshall (en)
- Lee 'Scratch' Perry
- Niney The Observer
- Peter Chemist
- Peter Tosh
- Prince Alla
- Prince Far I
- Ranking Joe
- Rod Taylor
- Roots Radics
- Santic All Stars
- The Scientist
- Sly and Robbie
- The Soul Syndicate
- Sylford Walker
- The Skatalites
- 'Tony' Chin (en)
- Trojan All Stars
- Welton Irie (en)
- Winston Jarrett
- Yabby You

### Filmographie
- "Dub Echoes", un documentaire au sujet de l'influence de dub sur la naissance de la musique électronique et hip hop